# Ngọc Thiện
Ngọc Thiện là một xã thuộc tỉnh Bắc Ninh, Việt Nam.

## Địa lý
Xã Ngọc Thiện có vị trí địa lý:
- Phía đông giáp xã Tân Yên
- Phía tây giáp các xã Hiệp Hòa và Hoàng Vân
- Phía nam giáp phường Tự Lạn
- Phía bắc giáp các xã Nhã Nam và Quang Trung.

Xã Ngọc Thiện có diện tích 51,26 km², dân số 56.702 người, mật độ dân số đạt 1.106 người/km².

## Hành chính
Xã Ngọc Thiện có 29 thôn làng: Cầu Yêu, Trại Rừng, Nội, Bỉ, Mỗ, Bãi Dinh, Chè, Cả, Ải,Trung, Đồng Lầm, Kim Sa, Ngọc Sơn, Tân Lập 1, Tân Lập 2, Đồi Mạ, Đồi Giềng, Ngọc Lĩnh, Tam Hà 1, Tam Hà 2, Tam Bình, Đồng Phương, Hàm Rồng, Thọ Điền 1, Thọ Điền 2, Đồng Lạng, Hương, Núi Tán, Đồng Long.
Xã Ngọc Thiện có đặc trưng bởi địa hình trung du điển hình, không quá thấp hay quá cao.

## Lịch sử
Ngày 16 tháng 6 năm 2025, Ủy ban Thường vụ Quốc hội ban hành Nghị quyết số 1658/NQ-UBTVQH15 của UBTVQH về việc sắp xếp các đơn vị hành chính cấp xã của tỉnh Bắc Ninh năm 2025. Theo đó, sắp xếp toàn bộ diện tích tự nhiên, quy mô dân số của các xã Song Vân, Ngọc Châu, Ngọc Vân, Việt Ngọc và Ngọc Thiện thành xã mới có tên gọi là xã Ngọc Thiện.

## Kinh tế
Kinh tế của xã chủ yếu là kinh tế nông nghiệp phát triển theo xu hướng tập trung và quy mô vừa phải.

## Di tích
Các di tích đáng chú ý gồm: Đình Chùa làng Tam Hà ( Di tích lịch sử - văn hóa cấp tỉnh ) , Chùa làng Nham, Đình chùa làng Mỗ ( chùa Phúc Sơn ) , Chùa làng Chè (có cây dã hương rất lâu năm với lối kiến trúc đặc trưng của đình làng phía Bắc).
- Đình chùa làng Tam Hà : Nơi đây từng là trung tâm của khu vực và có một ngôi chợ , nơi được coi là khởi đầu , mở cõi của dòng người di dân từ khu vực Hà Nam ( Nam Hà ) về vào giai đoạn những năm đầu 1910-1930 . Nơi đây từng là nơi hoạt động của các chiến sĩ cách mạng vào thời kỳ Pháp Thuộc . Gìn giữ phòng tuyến khu vực Mỏ - Minh Đức.

## Lễ hội truyền thống
Xã Ngọc Thiện cũng như các địa phương khác tại khu vực miền Bắc đều có bề dày lễ hội theo làng rất phòng phú , đa dạng .Các lễ hội thường được tổ chức vào dịp đầu năm âm lịch từ giai đoạn ngày 10 đến hết tháng giêng mỗi năm .
Thường lễ hội sẽ chia làm 2 phần chính : phần Lễ và phần hội :
- Phần lễ diễn ra khá long trọng . Thường sẽ được tổ chức bài bản bởi các vị ban hội tế và chức sắc trong làng . Với các nghi lễ tại Đình Làng : Rước kiệu , tế lễ , dâng lễ vật , dâng hương hoa tại gian thờ các Liệt sĩ và đặc sắc nhất phần lễ tại Đình chùa Làng Tam Hà với thành phần ban tế khá đầy đủ khoảng 20 người và chủ yếu là đàn ông . Thành phần gồm : Chủ tế , Bồi tế , Nội Tán , Đông Xưởng , Tây Xưởng , Chấp Sự , Thủ Hiệu , Đọc Chúc .... và Phường bát âm , đội múa .
Các nghi lễ tại chùa : Đọc kinh , dâng hương , cầu an , hát Xoan cầu những điều tốt lành ....
- Phần hội : Là phân được trông chờ nhất với các hoạt động thu hút nhiều người dân đến tham gia : Đá bóng hội làng , nhảy dân vũ , múa dưỡng sinh , hát Quan họ .......